# Manipulations 2
 (juin 2018).
Si vous disposez d'ouvrages ou d'articles de référence ou si vous connaissez des sites web de qualité traitant du thème abordé ici, merci de compléter l'article en donnant les références utiles à sa vérifiabilité et en les liant à la section « Notes et références ».
Manipulations 2 (Motives 2: Retribution) est un film américain sorti en 2007.
Il est la suite du film Motives, sorti en 2004. Le film est sorti directement en vidéo.

## Synopsis
Cela fait trois ans qu'Emery Simms est incarcéré pour le meurtre d'Alanna, crime qu'il n'a pas commis. Brandon, ami d'Emery et véritable meurtrier d'Alanna, s'est marié avec Constance « Connie » simms, s'accaparant ainsi de la fortune immobilière d'Emery.
Dans le désir de demeurer le seul maître à bord, Brandon fait éliminer Emery en prison, grâce à ses relations dans le milieu carcéral, le permettant de manipuler son entourage à son aise. Donovan Cooke, le demi-frère d'Emery, inconnu de tous sauf Connie, fera surface, et cherchera à découvrir et prouver l'innocence de son défunt frère, en faisant tomber le masque de Brandon, dévoilant ainsi peu à peu sa vrai nature. Cette tâche s'avérant périlleuse, pourrait coûter à Donovan de se retrouver lui aussi dans la tombe.

## Fiche technique
- Titre original : Motives 2: Retribution
- Titre français : Manipulation 2
- Réalisation : Aaron Courseault
- Scénario : Kelsey Scott
- Producteurs : Rob Hardy, Will Packer, Dianne Ashford, Lita Richardson, Angelica Bones
- Musique : Steven Gutheinz
- Distribution : Rainforest Films
- Sortie : 1er mai 2007
- Durée : 88 minutes
- Pays d'origine : États-Unis

## Distribution
- Brian J. White (VF: Lionel Henry) : Donovan Cooke
- Sean Blakemore (VF: Frantz Confiac): Brandon Collier
- Vivica. A Fox (VF: Pascale Vital) : Constance "Connie" Simms
- Sharon Leal (VF: Annie Milon) : Nina
- Mel Jackson (VF: Serge Faliu) : Detective Morgan
- Joe Torry (VF: Alexis Tomassian) : Derrick Thompson
- Laparee Young (VF: Jean Barney) : Capitaine Abrahams
- Rod Williams (VF: Gilles Morvan) : Hill